# ميجا سي دي
ميجا سي دي (باليابانية:メガCD , بالإنجليزية:Mega-CD) في أمريكا صدر تحت اسم سيجا سي دي (بالإنجليزية:Sega CD)، هو ملحق مشغل ألعاب الفيديو قرص مضغوط لجهاز ميجا درايف التي صممها وأنتجتها شركة سيجا كجزء من الجيل الرابع من ألعاب الفيديو، صدر الجهاز لأول مره في اليابان في 12 ديسمبر 1991 وقد توقف إصداره عام 1996.

## التاريخ
خلفية تم إصدار ميجا درايف (المعروف باسم جينسيس في الولايات المتحدة الأمريكية) في عام 1988 ، وكان دخول سيجا إلى الجيل الرابع من أجهزة ألعاب الفيديو. في منتصف عام 1990، عين الرئيس التنفيذي لشركة Sega Hayao Nakayama توم كالينسكي كرئيس تنفيذي لشركة سيجا. طور Kalinske خطة من أربع نقاط لمبيعات ميجا درايف: خفض سعر وحدة التحكم، وتطوير ألعاب للسوق الأمريكية مع فريق أمريكي جديد، ومواصلة الحملات الإعلانية القوية، وشحن Sonic the Hedgehog مع ميجا درايف كلعبة حزمة. رفض مجلس الإدارة الياباني الخطة مبدئيًا، ولكن تمت الموافقة على جميع النقاط الأربع بواسطة ناكاياما، الذي أخبر كالينسكي، "لقد وظفتك لاتخاذ القرارات الخاصة بأوروبا والأمريكتين، لذا تفضل وافعلها. أشادت المجلات بـ Sonic باعتبارها واحدة من أعظم الألعاب التي تم تصنيعها حتى الآن، وأخيرًا انطلقت وحدة التحكم في Sega حيث قرر العملاء الذين كانوا ينتظرون نظام Super Nintendo Entertainment System (SNES) شراء Genesis بدلاً من ذلك.<ref>stringfixer.com (11 ديسمبر 2021). "sega_cd". مؤرشف من الأصل في 2021-12-11. اطلع عليه بتاريخ 2021-12-11.

## الألعاب
يحتوي ميجا سي دي مكتبة ألعاب من 200 لعبة
ألعاب مثل:
- سونيك سي دي
- برنس أوف بيرجيا
- القتال الأخير
- إيكو: ذا تايدز أوف تايم
- ماد دوغ ماكري
- سناتشر